# Ney Lima
Claudinei Lima dos Santos, (Serrinha, 25 de outubro de 1996) mais conhecido pelo nome artístico Ney Lima, é um comediante, influenciador digital e youtuber brasileiro, conhecido pelos seus vídeos de humor na internet, em plataformas como Instagram e YouTube.
O primeiro vídeo na internet foi publicado em maio de 2017, conseguindo obter mais de 10 milhões de visualizações até 2018. No final de 2020, o canal de Ney Lima no Instagram já possuía cerca de 4 milhões de seguidores.
Seus vídeos contanto causos diários em tom de humor, o levaram a aparecer em alguns programas de alcance nacional, como o Fantástico, da TV Globo e até a ser supostamente cogitado como um dos participantes da vigésima primeira temporada do Big Brother Brasil.

## Biografia
Ney Lima nasceu na cidade baiana de Serrinha, tendo sido criado majoritariamente por sua mãe na zona rural, vivenciou a separação de seus pais quando tinha 12 anos. Lima afirmou ter passado por diferentes dificuldades com sua mãe, inclusive fome e homofobia, em razão de sua sexualidade.
Em 2011 passou a trabalhar como catador de materiais recicláveis, realizando tal atividade até 2013, quando passou a trabalhar como embalador de compras em um supermercado. Em 2015, ele deixa sua cidade e seu emprego e muda-se para Curitiba, ficando por somente seis meses, tendo trabalhado como balconista em uma padaria. Ao retornar para sua cidade na Bahia, passou a trabalhar como doméstico.

### Carreira
Trabalhando como doméstico, ele recebia cerca de 400 reais mensais. Foi durante suas atividades que teve a ideia de fazer vídeos e postar na online, tendo o primeiro alcançado 10 milhões de visualizações.
Suas sátiras trazem a rotina média dos brasileiros, onde Lima expõe suas reais vivências e necessidade, como carência de serviços públicos e de saneamento básico. Em alguns dos vídeos, amigos e vizinhos participam.
Sua fama alcançou níveis onde ele pode deixar a antiga casa que vivia e participar de filmes e séries. A primeira produção foi Vai que Cola 2 – O Começo, em 2019. Em 2021 surgiram rumores de que ele estaria para participar da edição 21 do Big Brother Brasil, da TV Globo. Entretanto, no fim, sua participação não foi confirmada e nem concretizada.

## Filmografia e TV
| Ano  | Título                    | Papel                | Notas               |
| ---- | ------------------------- | -------------------- | ------------------- |
| 2019 | Vai que Cola 2 – O Começo | Amigo de Fernandinho | Filme               |
| 2020 | Um Crush em Milagres      | Participante         | Reality Show        |
| 2021 | Fantástico                | Convidado            | Programa Televisivo |
| 2022 | A Sogra que te Pariu      | Cesinha              | Série               |